# 陶廷杰
陶廷杰（1785年—1856年），字子俊、一字涵之。貴州都勻府（今都勻市）人。清朝官員。

## 生平
陶廷杰嘉慶十九年（1814年）二甲進士，選庶吉士，散館授翰林院編修。歷任監察御史、給事中。道光年間，出任江蘇蘇松督糧道。歷官甘肅按察使、陝西按察使，署陝西巡撫。道光二十五年（1845年）休致。咸豐三年（1853年），貴州爆發反清起事，朝廷下令陶廷杰在籍會同地方官員辦理團練。咸豐六年（1856年），都勻陷落，陶廷杰死於巷戰。朝廷追授騎都尉世職，諡文節。

## 遺跡
陶廷杰關心家鄉建設，曾主講貴山書院，并捐資修建文峰塔。工詩文書法，都匀文峰塔东面有其手书《重修文峰塔记》石碑，东山奎星楼有其“文行忠信”四字楷書。